# ROX (televíziós sorozat, 2011)
A ROX belga televíziós filmsorozat, amelyet Matthias Temmermans rendezett. A zenéjét Olaf Janssens szerezte. A Studio 100 készítette. Belgiumban a Ketnet vetítette, Hollandiában a Z@ppelin sugározta, Magyarországon a Megamax adta.

## Ismertető
A főszereplő három fiatal barát Rick, Olivia és Xavier. Akik együtt jó tehetséggel rendelkeznek. Van egy eleven szuper járgányuk is ROX, amely segít nekik abban, hogy  megpróbálhassák elfogni a rosszakat. Ezzel a bűntényeket is próbálják megelőzni. A járgányuk nevét a saját nevük kezdő betűjéből alkották.

## Epizódok

### 1. évad
1. A száz szektor terv
2. A Mona Lisa
3. A műhold
4. A méreg
5. A kaszkadőr
6. Bakatörténet
7. A klán
8. Betonba zárva
9. Elefántcsont
10. A fegyenc
11. Piros lámpa
12. A kiborg

### 2. évad
1. Vegyi szennyezés
2. A vírus
3. Motorosbanda
4. Falmászók
5. Internátus
6. Zenét az ételért
7. Repülőtér
8. A 3. világháború
9. Szellemakták
10. Majomcsíny
11. A verseny
12. A nindzsa